# Barrington (Nova Escócia)
Barrington é um município localizado na província da Nova Escócia, no leste do Canadá.  Sua população é de 6.646 habitantes.